# Skalka (Domažlice)
Skalka1 är ett berg i Tjeckien.   Det ligger i regionen Plzeň, i den västra delen av landet, 140 km sydväst om huvudstaden Prag. Toppen på Skalka1 är 1 005 meter över havet, eller 88 meter över den omgivande terrängen. Bredden vid basen är 2,3 km.
Terrängen runt Skalka1 är huvudsakligen lite kuperad. Runt Skalka1 är det ganska glesbefolkat, med 24 invånare per kvadratkilometer. Närmaste större samhälle är Domažlice, 12,8 km nordost om Skalka1. I omgivningarna runt Skalka1 växer i huvudsak blandskog.